# Evan Molingo Melo
Evan Molingo Melo (* 31. Mai 1993) ist ein kongolesischerer Fußballspieler.